# Bocholtz (Simpelveld)

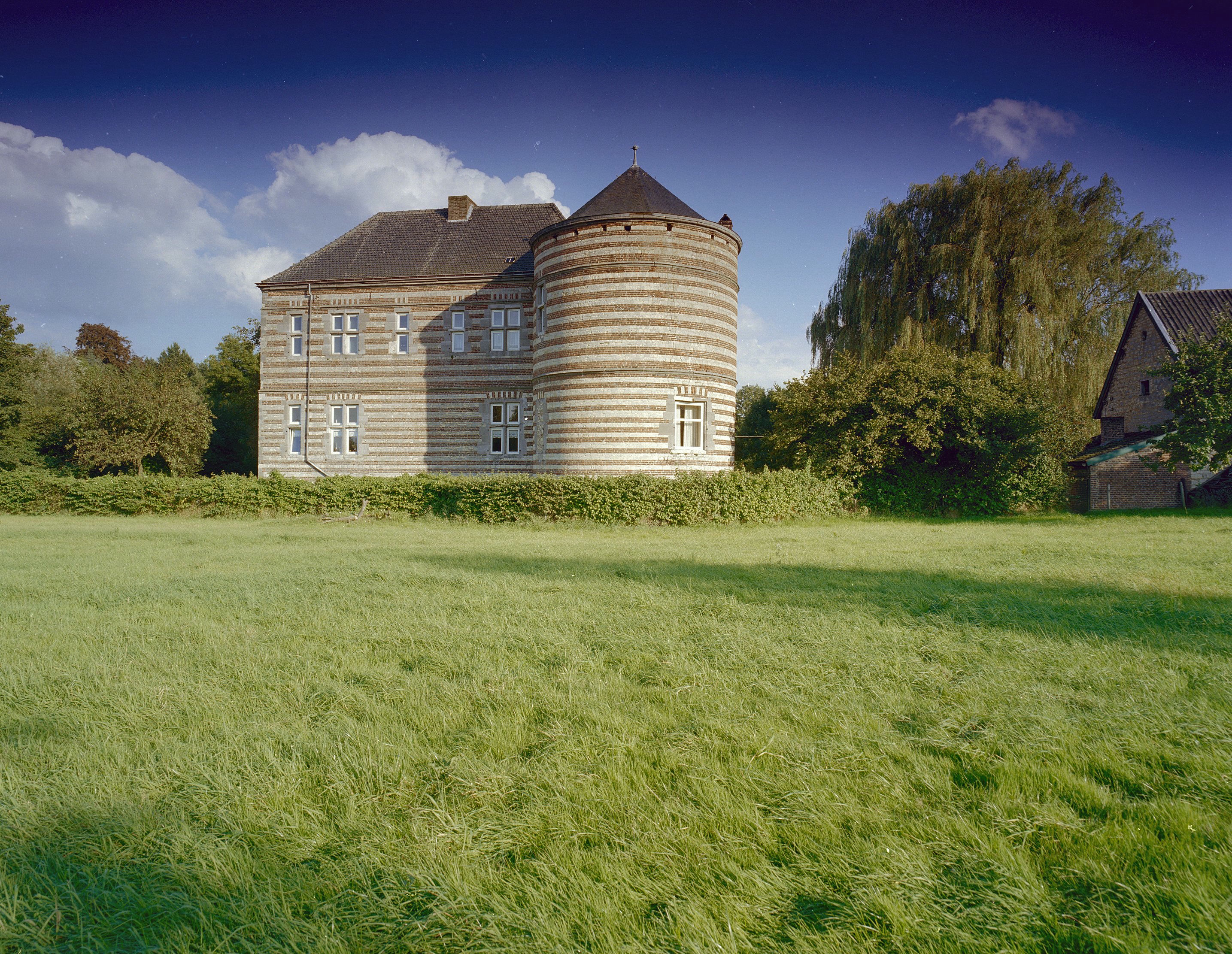
Schloss De Bongard

Bocholtz ist ein Ortsteil der Gemeinde Simpelveld im Süden der niederländischen Provinz Limburg. Er liegt direkt an der östlich verlaufenden Grenze zu Deutschland. Bocholtz hat 5.035 Einwohner (Stand: 1. Januar 2024).

## Geschichte und Bevölkerung
Bis zum 1. Januar 1982 war Bocholtz eine eigenständige Gemeinde, die zuletzt rund 5358 Einwohner hatte (Zählung 1980). Danach wurde Bocholtz Teil der Gemeinde Simpelveld.
Der Ortsname Bocholtz ist wahrscheinlich von Buche (dem Baum oder einem Buchenwald) abgeleitet, wie bei den westfälischen Städten Bocholt und Bochum.
Der örtliche Dialekt, auf Limburgisch „Bòcheser“ genannt, wird als östlich der Benrather Linie beschrieben. Er gehört in dieselbe Gruppe wie Ripuarisch bzw. Mittelfränkisch (Siehe auch unter Zuidoost-Limburgs).